# Rhinopoma muscatellum
Rhinopoma muscatellum là một loài động vật có vú trong họ Rhinopomatidae, bộ Dơi. Loài này được Thomas mô tả năm 1903.